# Neoseiulus astutus
Neoseiulus astutus är en spindeldjursart som först beskrevs av Beglyarov 1960.  Neoseiulus astutus ingår i släktet Neoseiulus och familjen Phytoseiidae. Inga underarter finns listade i Catalogue of Life.